# Stan Ridgway
Stan Ridgway (ur. 5 kwietnia 1954 w Barstow) – amerykański multiinstrumentalista, autor piosenek, założyciel grupy Wall of Voodoo.
Autor utworu "Camouflage" notowanego najwyżej na drugim miejscu na liście przebojów Trójki (Notowanie nr 235z dnia 20.09.1986, prowadzący: Marek Niedźwiecki)